# Timur Beg (General)
Timur Beg (uigurisch تیمور بیگ, chinesisch 铁木尔伯克, Pinyin tiě mù ěr bó kè, auch: Timur Sijan, dt. Timur General; * 1886, Kuqa, Aksu; † 9. August 1933, Kaschgar) war ein uigurischer Rebellenführer in Xinjiang 1933. Er war an der Schlacht von Kaschgar beteiligt und hatte sich zuvor schon in der Turpan-Rebellion 1932 engagiert. Er verbündete sich mit der türkisch-nationalistischen Young Kashgar Party und rief sich als 'Timur Schah' aus. Wie auch die Gebrüder Bughra strebte er eine Trennung von China an. Im August 1933 wurden seine Verbände von der chinesisch-muslimischen 36. Division der Nationalrevolutionären Armee unter General Ma Zhancang angegriffen. Timur wurde erschossen und enthauptet. Sein Kopf wurde vor der Idgah-Moschee in Kaschgar zur Schau gestellt.